# 赤松明子
赤松 明子（あかまつ あきこ、1902年〈明治35年〉9月27日 - 1991年〈平成3年〉3月21日）は、昭和時代の社会運動家。旧姓は吉野。　

## 経歴
東京出身。吉野作造の次女。東京女子高等師範学校附属女学校卒業。1923年3月赤松克麿と結婚。克麿の妹の赤松常子とともに総同盟・社会民衆党系の婦人運動を指導。1927年7月社民党系の小池元子（小池四郎夫人）、松岡勝代（松岡駒吉夫人）、総同盟傘下の日本縫工組合、東京電気従業員組合の女工らと労働婦人連盟を結成し、山一林組争議に参加。同年11月赤松常子らと社民党系の社会婦人同盟を結成。1928年赤松常子、阿部静枝らと社会民衆婦人同盟を結成し、婦人参政権獲得運動や母子扶助法制定運動などを推進。機関紙『民衆婦人』編集・発行人。1931年5月労働婦人連盟と社会民衆婦人同盟が合同して同名の社会民衆婦人同盟が結成され、その書記長に選出。1932年4月社会民衆党から赤松克麿ら国家社会主義派が脱退すると、社会民衆婦人同盟も分裂。1932年4月小池元子らと社会民衆婦人同盟を脱退、7月日本国家社会党系の日本国家社会婦人同盟を結成し、その主事兼財政部長に選出された。墓所は多磨霊園。

## 著書
- 『婦人解放論』（クララ社［民衆政治講座］、1929年／大空社［叢書女性論］、1996年）

### 訳書
- バーバラ・ドレーク著『英國婦人勞働運動史』（赤松克麿共訳、厚生閣書店、1927年／解放社、1928年）
  - 水田珠枝監修『世界女性学基礎文献集成 昭和初期編 第5巻』（ゆまに書房、2001年）

## 親族
- 父：吉野作造（1878-1933） - 政治学者、東京帝国大学教授。弟は政治家の吉野信次。
- 母：吉野たまの - 小学校教師。旧姓は安部。
  - 姉：土浦信子（1900-1998） - 建築家。夫は建築家の土浦亀城。
  - 妹：吉野文子 - 吉野作造の六女。新派女優、のち東京宝塚劇場専属女優。
- 夫：赤松克麿（1894-1955） - 国家社会主義者、衆議院議員。妹は労働運動家の赤松常子。

## 関連文献
- 渡辺悦次、鈴木裕子編『運動にかけた女たち――戦前婦人運動への証言』（ドメス出版、1980年）